# فتحي (اسم)
فتحي هو اسم علم مذكر من أصل عربي، ومعناه هو منسوب إلى «فتح» المنتصر الظافر العارف المكشوفة عليه المعرفة.

## شخصيات تحمل الاسم
- فتحي الجبال (لاعب كرة قدم تونسي، 25 فبراير 1963 – )
- فتحي الشقاقي (سياسي وناشط فلسطيني ومؤسس حركة الجهاد الإسلامي، 1951[3] – 26 أكتوبر 1995)
- فتحي الميساوي (ملاكم كندي، 8 يناير 1974 – )
- فتحي تربل (سياسي ليبي، القرن 20 – )
- فتحي جمال (11 فبراير 1959 – )
- فتحي حسن (فنان مصري، 10 مايو 1957 – )
- فتحي شبال (لاعب كرة قدم جزائري، 19 أغسطس 1956[4] – )
- فتحي عرفات (طبيب فلسطيني، 11 يناير 1933[5] – 1 ديسمبر 2004[5])
- فتحي كميل (لاعب كرة قدم كويتي، 23 مايو 1955 – )
- فتحي يكن (عضو مجلس النواب اللبناني، 9 فبراير 1933 – 13 يونيو 2009)

## وصلات خارجية
- موسوعة السلطان قابوس لأسماء العرب نسخة محفوظة 5 أبريل 2019 على موقع واي باك مشين.